# J.-F. Léauté

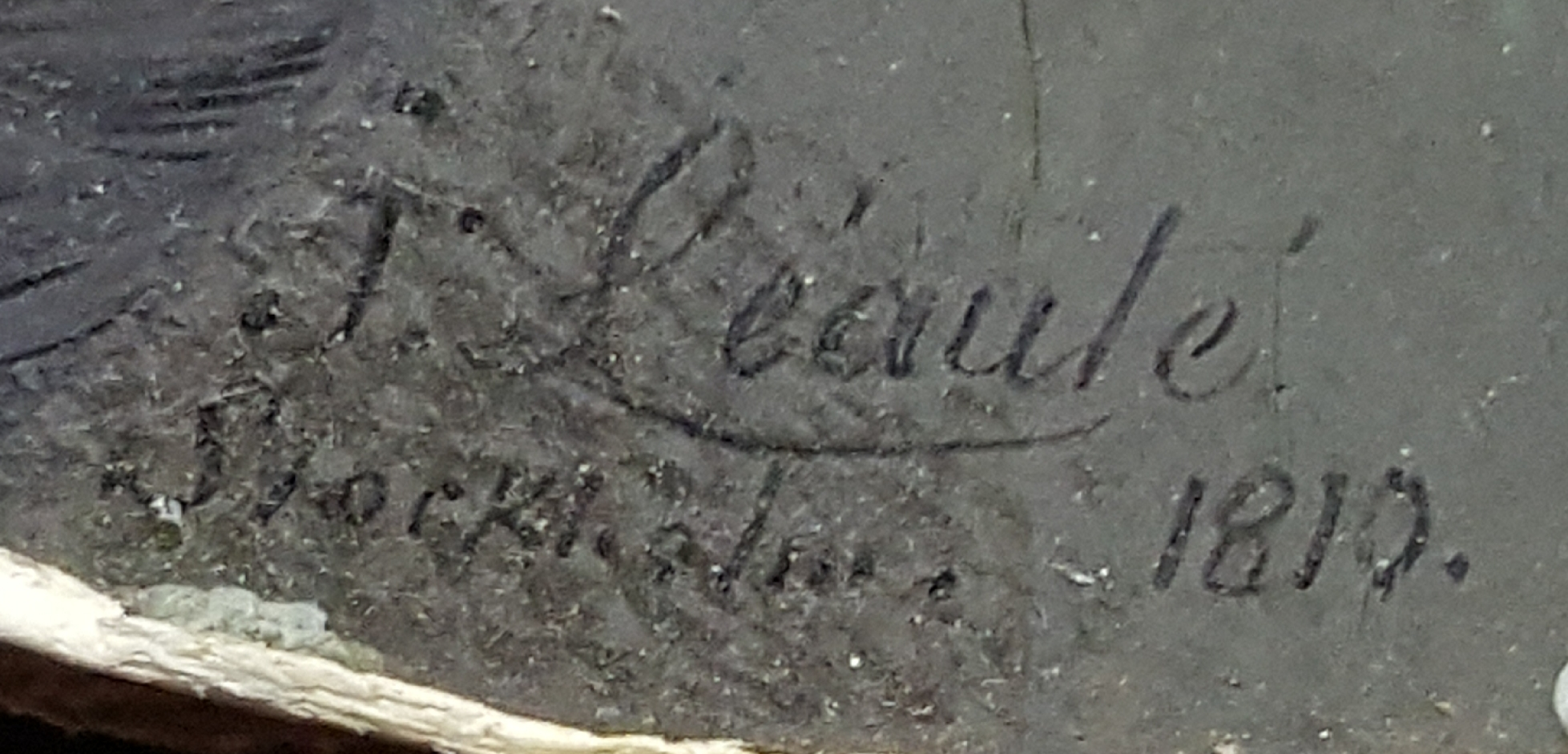
Signatur J. Léauté Stockholm. 1810. auf einer Miniatur

J. Léauté war ein französischer Miniaturmaler, der während der Französischen Revolution nach Schweden flüchtete. Er war von ca. 1790 bis 1830 vor allem im westlichen Schweden aktiv, besonders in der Landschaft Värmland. Anschließend kehrte er nach Frankreich zurück. Die Auflösung des Vornamens ist bisher nicht bekannt.
Das Schwedische Nationalmuseum in Stockholm besitzt ein von ihm signiertes und 1818 datiertes Miniaturportrait eines unbekannten Herren. Ein weiteres von ihm signiertes Miniaturportrait eines unbekannten Herren ist im Besitz des Cincinnati Art Museum.

## Werke (Auswahl)
- Halbfigurportrait der Comtesse Charlotte Ulrike Catherine von Gertten, geborene Löwenhielm, gemalt 1810 auf dem Adelsgut Apertin (bei Karlstad), bezeichnet "Léauté 1810.
- Portrait der Anna Margareta Arfwidsson, geborene von Jacobsson, signiert „Léauté“ und datiert 1811(?), Nord. Museum Stockholm
- Gouachebildnis des O. M. Müller, Feldkämmerer, von 1819.
- Portrait der Frau Larsson
- Portrait eines unbekannten Mannes, bezeichnet „Léauté pinxit 1812“

In finnischem Staatsbesitz, Sinebrychoff-Kunstmuseum in Helsinki befindet sich laut Mdme. Lemoine-Bouchard:
- Miniaturportrait einer jungen Frau, signiert „Léauté“ und datiert „1818“ (S162).

Bei J. M. Heberle in Köln wurde 1894 mit der Sammlung Christian Hammer (Kunstsammler) versteigert:
- Miniaturbildnis der Madame Récamier, bezeichnet und datiert 1807.